# Kalisto (đô vật)
Emanuel Alejandro Rodriguez là một đô vật chuyên nghiệp người Mexico-Mỹ. Anh hiện đang thi đấu cho WWE dưới tên võ đài là Kalisto. Anh là cựu vô địch Mỹ (WWE). Anh là cựu thành viên của The Lucha Dragons cùng với Sin Cara, đội của anh từng được NXT Tag Team Champion.

## Danh hiệu và chức vô địch
- Gladiadores Aztecas de Lucha Libre Internacional
  - GALLI Championship (1 lần)
- Pro Wrestling Illustrated
  - PWI ranked him No. 25 of the 500 best singles wrestlers in the PWI 500 in 2016
- WWE
  - NXT Tag Team Championship (1 lần) – với Sin Cara
  - WWE Cruiserweight Championship (1 lần)
  - WWE United States Championship (2 lần)
  - Slammy Award for OMG Shocking Moment of the Year (2015)
  - NXT Tag Team Championship #1 Contender's Tournament (2014) – với Sin Cara
- Other accomplishments
  - Jeff Peterson Memorial Cup (2012)

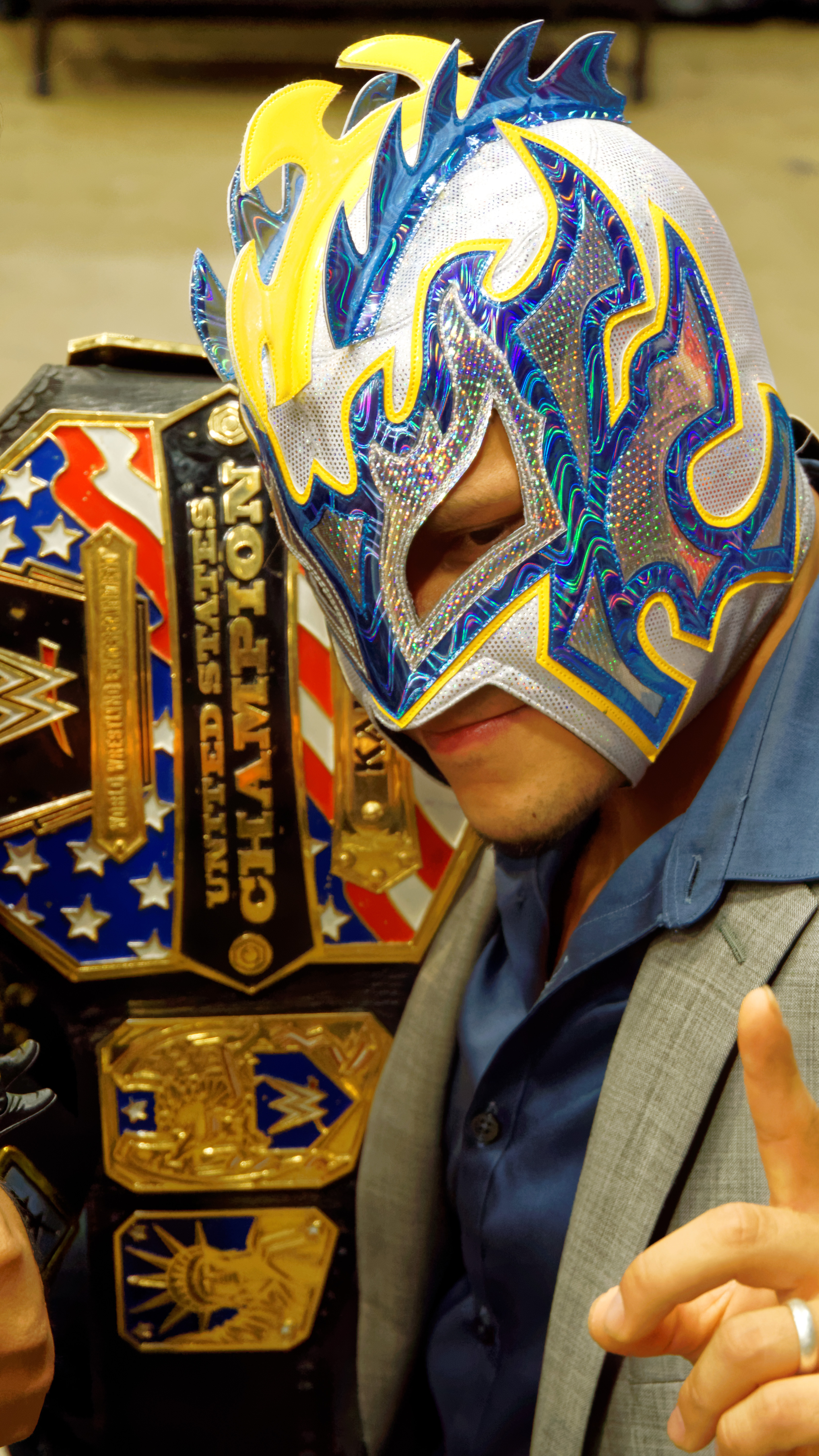
Kalisto được hai lần United States Champion

  - King of Flight Tournament (2013)